# Louis François Colbert de Croissy
Louis François Henri Colbert, hrabě de Croissy (francouzsky Louis François Henri Colbert, chevalier et comte de Croissy) (15. února 1677 – 24. srpna 1747 Paříž) byl francouzský šlechtic, generál a diplomat. Od mládí sloužil v armádě a zúčastnil se dynastických válek přelomu 17. a 18. století, za války o španělské dědictví dosáhl hodnosti generálporučíka (1710). V letech 1715–1716 byl francouzským velvyslancem ve Švédsku, poté žil v soukromí.

## Životopis

Erb rodu Colbertů

Pocházel z obchodnické a později šlechtické rodiny Colbertů, narodil se jako třetí syn dlouholetého ministra zahraničí Charlese Colberta, markýze de Croissy (1629–1696) a jeho manželky Françoise, rozené Bérault (1642–1719) z bohaté bankéřské rodiny, po otci byl mimo jiné synovcem vlivného prvního ministra Jeana-Baptista Colberta (1619–1683). Již ve čtrnácti letech vstoupil ke královským mušketýrům, souběžně sloužil v armádě a zúčastnil se devítileté války. V roce 1692 byl jmenován plukovníkem a bojoval ve Flandrech. V mládí užíval šlechtický titul rytíře (chevalier), později byl známý jako hrabě de Croissy.
Na začátku války o španělské dědictví byl povýšen do hodnosti brigádního generála (1702). Spolu se svým bratrancem markýzem de Blainville obsadil město Kaiserwerth a poté se zúčastnil dalších bojů v Německu. V bitvě u Höchstädtu padl do zajetí, po propuštění byl povýšen do hodnosti generálmajora (maréchal de camp, 1704). Pod velením vévody de Vendôme bojoval ve Flandrech (1706) a s maršálem Berwickem se zúčastnil tažení na Rýně (1708). V roce 1710 dosáhl hodnosti generálporučíka a znovu bojoval ve Flandrech. S maršálem Villarsem se zúčastnil vítězné bitvy u Denainu (1712) a v roce 1713 byl zraněn v Německu. Po skončení války získal několik čestných funkcí ve správě království. V letech 1715–1715 byl krátce francouzským vyslancem ve Švédsku u dvora Karla XII. Zde však setrval jen krátce, protože po smrti Ludvíka XIV. a odvolání svého staršího bratra markýze de Torcy z funkce ministra zahraničí byl povolán zpět do Francie. Po návratu žil v soukromí v Paříži.

## Rodina
V roce 1711 se oženil s Marií Brunet de Rancy (1693–1742), dcerou bohatého bankéře a královského úředníka Paula Bruneta de Rancy (1653–1717). Z manželství se narodil syn François Louis Colbert, markýz de Colbert (1713–1743), který jako důstojník královských mušketýrů padl za války o rakouské dědictví v bitvě u Dettingenu. Dcera Marie Jeanne (1715–1786) se provdala za svého bratrance Françoise Gilberta Colberta, markýze de Saint-Pouange (1705–1765), který byl generálem královské armády.
Louisův nejstarší bratr Jean-Baptiste Colbert, markýz de Torcy (1665–1746) převzal po otci funkci ministra zahraničí (1696–1715), další bratr Charles Joachim Colbert de Croissy (1667–1738) byl dlouholetým biskupem v Montpellieru (1696–1738). Sestra Marie Françoise (1671–1724) byla manželkou generála Louise Joachima de Montagu, markýze de Bouzols (1662–1746), další sestra Charlotte (1678–1765) byla abatyší v Maubuissonu, nejmladší ze sester Marie Thérèse (1682–1769) se provdala za španělského šlechtice, generála a granda Francesca Spinolu, vévodu di San Pietro (1659–1727).